# Mur-sur-Allier
Mur-sur-Allier es una comuna nueva francesa situada en el departamento de Puy-de-Dôme, de la región de Auvernia-Ródano-Alpes.

## Historia
Fue creada el 1 de enero de 2019, en aplicación de una resolución del prefecto de Puy-de-Dôme de 26 de octubre de 2018 con la unión de las comunas de Dallet y Mezel, pasando a estar el ayuntamiento en la antigua comuna de Mezel.

## Demografía
Según los datos aportados en la resolución del prefecto de Puy-de-Dôme, la comuna se crea con 3469 habitantes.

## Composición
| Comuna fusionada | Código INSEE | Población (2016) | Superficie (km²) | Densidad (hab./km²) |
| ---------------- | ------------ | ---------------- | ---------------- | ------------------- |
| Dallet           | 63133        | 1471             | 6.67             | 221                 |
| Mezel            | 63226        | 1932             | 230              | 230                 |